# Nume binomial
În biologie, numele binomial  este denumirea științifică a unei specii, acceptată în momentul actual. 

## Descriere
Numele binominal conține doi termeni: numele genului și numele specific, scrise în limba latină sau transliterate în latină din alte limbi. Ambii termeni ai numelui binomial se scriu cu caractere cursive, dar numai numele genului se scrie cu majusculă. Folosirea limbii latine se explică prin faptul că sistemul binomial a fost popularizat în secolul al XVIII-lea, când publicațiile științifice erau în majoritate scrise în latină.
Numele binomiale trebuie alese astfel încât să nu existe două specii cu același nume, pentru ca specialiștii să se poată referi la o specie fără ambiguitate. Biologii mențin coduri de nomenclatură pentru a asigura unicitatea: în zoologie, de exemplu, nomenclatura științifică a speciilor este reglementată de Codul internațional de nomenclatură zoologică.
Numele binomial este urmat de regulă de numele (uneori abreviat) al autorului său — prima persoană (autoritatea) care a dat și a publicat numele și descrierea organismului respectiv (sau o referire la o astfel de descriere). Parantezele care încadrează numele autorului reprezintă o convenție care indică faptul că specia este considerată acum ca aparținând unui gen diferit. Lipsa parantezelor în jurul numelui autorului semnifică faptul că specia respectivă a rămas în genul pe care i l-a atribuit primul autor.

## Termeni științifici pentru denumirea  speciilor
Termenii științifici folosiți în literatura de specialitate română pentru a desemna sistemul de denumire a speciilor sunt așezați în ordinea valorii lucrărilor științifice publicate ce conțin acest termen, începând cu cea mai recentă lucrare găsită.
- Nomenclatura binară. Termen științific folosit în  Fauna României Mammalia, Volumul XVI, Fascicula 1, Insectivorara de Dumitru Murariu, Editura Academiei Române, București - 2000 [1]. Deoarece forul cel mai competent în domeniu, Academia Română, folosește această denumire, aceasta trebuie considerat ca termen ce indică numele unei specii.
- Sistem binominal. Termen științific folosit de [Anca Sârbu|Sârbu Anca]], Biologie vegetală,, Editura Universității din București, 1999, pag. 274 [2]

## Istoric
Prima lucrare științifică în care se aplică un sistem binomial pentru denumirea speciilor datează de la sfârșitul secolului al XVI-lea și aparține botanistului elvețian Gaspar Bauhin (Pinax theatri botanici, 1596). Sistemul binomial, sub diferite forme, nu a cunoscut însă o răspândire largă până în secolul al XVIII-lea, când a fost popularizat de medicul și botanistul suedez Carolus Linnaeus (1707-1778). Acesta a încercat să descrie întreaga lume naturală cunoscută, atribuind fiecărei specii (minerale, vegetale sau animale) un nume compus din două părți, în limba latină. Înaintea lui Linnaeus, aproape nimeni nu folosea sistemul binomial de nomenclatură. După Linnaeus, folosirea acestuia s-a generalizat. Termenul convențional de nume binomial (nomenclatură binomială) atribuit acestui sistem de nomenclatură a fost introdus în biologie în anul 1953 .